# Peter Andersson (hockey sur glace, 1962)
Pour les articles homonymes, voir Peter Andersson et Andersson.
Peter Andersson (né le 2 mars 1962 à Federtalve, en Suède) est un joueur professionnel suédois de hockey sur glace qui évoluait au poste de défenseur.

## Biographie
Peter Andersson commence sa carrière comme joueur du Timrå IK. En 1980, il est sélectionné à la 173e position du repêchage de la LNH par les Capitals de Washington. Il reste en Suède jusqu'en 1983 et évolue alors pour le IF Björklöven. Il rejoint l'Amérique du Nord lors de l'été 1983 et joue trois saisons pour les Capitals avant d'être échangé aux Nordiques de Québec en 1986 contre un choix de troisième ronde du repêchage de 1986. Il dispute quatorze matchs avec les Nordiques avant de revenir en Suède. De retour avec le IF Björklöven, il remporte l'Elitserien en 1987. Après la saison 1988-1989 passée en Suisse, il revient à nouveau dans l'effectif du IF Björklöven avec lequel il termine sa carrière en 1995.
Au cours de sa carrière, il porte de nombreuses fois le maillot de l'équipe nationale suédoise avec laquelle il remporte la médaille d'or en 1981 au championnat du monde junior, en 1987 et 1991 au championnat du monde senior ainsi que la médaille d'argent en 1990. Il a également à son actif trois participations à la Coupe Canada et deux aux Jeux olympiques d'hiver avec une médaille de bronze à la clef en 1988.
De 2006 à 2008, Andersson est entraîneur adjoint de l'équipe junior du IF Björklöven. Les deux saisons suivantes, il occupe ce même poste mais pour l'équipe senior.

## Statistiques
| Saison     | Équipe                 | Ligue       |     | Saison régulière | Saison régulière | Saison régulière | Saison régulière | Saison régulière |   | Séries éliminatoires | Séries éliminatoires | Séries éliminatoires | Séries éliminatoires | Séries éliminatoires |
| Saison     | Équipe                 | Ligue       | PJ  | B                | A                | Pts              | Pun              | PJ               | B | A                    | Pts                  | Pun                  |                      |                      |
| 1980-1981  | Timrå IK Jr.           | Suède jr.   |     |                  |                  |                  |                  |                  |   |                      |                      |                      |                      |                      |
| 1980-1981  | IF Björklöven          | Elitserien  | 31  | 1                | 2                | 3                | 16               |                  |   |                      |                      |                      |                      |                      |
| 1981-1982  | IF Björklöven          | Elitserien  | 33  | 7                | 7                | 14               | 36               | 7                | 1 | 1                    | 2                    | 8                    |                      |                      |
| 1982-1983  | IF Björklöven          | Elitserien  | 34  | 8                | 16               | 24               | 30               | 3                | 0 | 0                    | 0                    | 4                    |                      |                      |
| 1983-1984  | Capitals de Washington | LNH         | 42  | 3                | 7                | 10               | 20               | 3                | 0 | 1                    | 1                    | 2                    |                      |                      |
| 1984-1985  | Capitals de Washington | LNH         | 57  | 0                | 10               | 10               | 21               | 2                | 0 | 0                    | 0                    | 0                    |                      |                      |
| 1984-1985  | Whalers de Binghamton  | LAH         | 13  | 2                | 3                | 5                | 6                |                  |   |                      |                      |                      |                      |                      |
| 1985-1986  | Capitals de Washington | LNH         | 61  | 6                | 16               | 22               | 36               |                  |   |                      |                      |                      |                      |                      |
| 1985-1986  | Nordiques de Québec    | LNH         | 12  | 1                | 8                | 9                | 4                | 2                | 0 | 1                    | 1                    | 0                    |                      |                      |
| 1986-1987  | IF Björklöven          | Elitserien  | 36  | 6                | 10               | 16               | 30               | 6                | 2 | 1                    | 3                    | 4                    |                      |                      |
| 1987-1988  | IF Björklöven          | Elitserien  | 40  | 6                | 12               | 18               | 40               | 8                | 1 | 5                    | 6                    | 2                    |                      |                      |
| 1988-1989  | IF Björklöven          | Elitserien  | 16  | 0                | 12               | 12               | 16               | 7                | 4 | 3                    | 7                    | 2                    |                      |                      |
| 1989-1990  | EV Zoug                | LNA         | 26  | 5                | 9                | 14               |                  |                  |   |                      |                      |                      |                      |                      |
| 1989-1990  | EHC Kloten             | LNA         | 8   | 3                | 0                | 3                | 0                | 5                | 1 | 2                    | 3                    | 4                    |                      |                      |
| 1990-1991  | IF Björklöven          | Allsvenskan | 36  | 11               | 18               | 29               | 18               | 2                | 1 | 0                    | 1                    | 0                    |                      |                      |
| 1991-1992  | IF Björklöven          | Allsvenskan | 35  | 9                | 20               | 29               | 30               | 3                | 0 | 0                    | 0                    | 4                    |                      |                      |
| 1992-1993  | IF Björklöven          | Allsvenskan | 35  | 10               | 23               | 33               | 32               | 9                | 1 | 1                    | 2                    | 12                   |                      |                      |
| 1993-1994  | IF Björklöven          | Elitserien  | 22  | 1                | 5                | 6                | 14               |                  |   |                      |                      |                      |                      |                      |
| 1993-1994  | IF Björklöven          | Suède Q     | 16  | 0                | 4                | 4                | 18               | 2                | 0 | 0                    | 0                    | 0                    |                      |                      |
| 1994-1995  | IF Björklöven          | Elitserien  | 28  | 6                | 7                | 13               | 18               | 4                | 1 | 3                    | 4                    | 0                    |                      |                      |
| Totaux LNH | Totaux LNH             | Totaux LNH  | 172 | 10               | 41               | 51               | 81               | 7                | 0 | 2                    | 2                    | 2                    |                      |                      |

| Année | Compétition                 |    | PJ | B | A | Pts | Pun |
| 1980  | Championnat d'Europe junior | 5  | 1  | 1 | 2 | 4   |     |
| 1981  | Championnat du monde junior | 5  | 1  | 1 | 2 | 2   |     |
| 1982  | Championnat du monde        | 10 | 2  | 1 | 3 | 2   |     |
| 1982  | Championnat du monde junior | 7  | 3  | 6 | 9 | 12  |     |
| 1983  | Championnat du monde        | 10 | 1  | 1 | 2 | 8   |     |
| 1984  | Coupe Canada                | 8  | 1  | 1 | 2 | 4   |     |
| 1987  | Coupe Canada                | 5  | 1  | 1 | 2 | 2   |     |
| 1987  | Championnat du monde        | 10 | 0  | 5 | 5 | 8   |     |
| 1988  | Jeux olympiques             | 8  | 2  | 2 | 4 | 4   |     |
| 1989  | Championnat du monde        | 8  | 0  | 1 | 1 | 4   |     |
| 1990  | Championnat du monde        | 10 | 0  | 2 | 2 | 6   |     |
| 1991  | Coupe Canada                | 6  | 0  | 0 | 0 | 2   |     |
| 1991  | Championnat du monde        | 10 | 1  | 0 | 1 | 4   |     |
| 1992  | Jeux olympiques             | 8  | 1  | 2 | 3 | 4   |     |